# 10116 Robertfranz
10116 Robertfranz este un asteroid din centura principală de asteroizi.

## Descriere
10116 Robertfranz este un asteroid din centura principală de asteroizi. A fost descoperit pe 21 septembrie 1992 la Tautenburg de Freimut Börngen și Lutz Dieter Schmadel. Asteroidul prezintă o orbită caracterizată de o semiaxă mare de 3,00 ua, o excentricitate de 0,06 și o înclinație de 10,9° în raport cu ecliptica.